# Chionaspis pinifoliae
Chionaspis pinifoliae là một loài côn trùng trong họ Diaspididae. Loài này được Fitch miêu tả khoa học đầu tiên năm 1856.
Đây là loài gây hại của cây Pinus mugo, phát triển phổ biến ở Mexico.